# Мусо (Колумбия)
Мусо (Музо, Муцо, исп. Muzo) — город и муниципалитет в центральной части Колумбии, на территории департамента Бояка. Входит в состав Западной провинции.

## История
Поселение, из которого позднее вырос город, было основано 20 февраля 1559 года.

## Географическое положение

Муниципалитет Мусо

Город расположен в западной части департамента, в гористой местности Восточной Кордильеры, к востоку от реки Минеро (бассейн Магдалены), на расстоянии приблизительно 80 километров к западу от города Тунха, административного центра департамента. Абсолютная высота — 764 метра над уровнем моря.
Муниципалитет Мусо граничит на севере с территорией муниципалитета Сан-Пабло-де-Борбур, на северо-востоке — с муниципалитетом Марипи, на юго-востоке — с муниципалитетом Копер, на западе — с муниципалитетом Кипама, на северо-востоке — с муниципалитетом Отанче, на юге — с территорией департамента Кундинамарка. Площадь муниципалитета составляет 147 км².

## Население
По данным Национального административного департамента статистики Колумбии, совокупная численность населения города и муниципалитета в 2015 году составляла 9040 человек.
Динамика численности населения муниципалитета по годам:
| 2005   | 2006   | 2007   | 2008 | 2009 | 2010 | 2011 | 2012 | 2013 | 2014 | 2015 |
| ------ | ------ | ------ | ---- | ---- | ---- | ---- | ---- | ---- | ---- | ---- |
| 10 237 | 10 135 | 10 035 | 9916 | 9795 | 9668 | 9537 | 9419 | 9283 | 9156 | 9040 |

Согласно данным переписи 2005 года мужчины составляли 53,5 % от населения Мусо, женщины — соответственно 46,5 %. В расовом отношении белые и метисы составляли 99,5 % от населения города; негры, мулаты и райсальцы — 0,5 %.
Уровень грамотности среди всего населения составлял 83,8 %.

## Экономика
Основу экономики Мусо составляют добыча полезных ископаемых (преимущественно изумрудов) и сельское хозяйство.

51,1 % от общего числа городских и муниципальных предприятий составляют предприятия торговой сферы, 44,2 % — предприятия сферы обслуживания, 4 % — промышленные предприятия, 0,7 % — предприятия иных отраслей экономики.